# Marc Faber
Marc Faber (alias Dr. Doom, 28 februari 1946) is een Zwitserse investeringsanalist, auteur en ondernemer.
Faber werd in 1946 geboren in Zürich, Zwitserland. Hij studeerde op zijn 24ste cum laude af in de Economie op de Universiteit Zürich. Faber is een veelgeziend gezicht in de financiële media, en heeft in 2003 en 2004 meegewerkt aan de afleveringen Riverside Conversations van het Nederlandse programma Tegenlicht. Ook is hij auteur van de nieuwsbrief The Gloom Boom & Doom Report en enkele boeken. Faber is onder andere bekend vanwege het advies aan zijn klanten om aandelen te verkopen een week voor de beurscrash van 1987. Op veel gebieden heeft Faber een negatieve visie, waardoor hij ook wel Dr. Doom genoemd wordt. Hij denkt vooral dat de maatregelen van de Amerikaanse centrale bank de inflatie op den duur flink gaat aanwakkeren.